# Prestatyn Town FC
Prestatyn Town FC is een Welshe voetbalclub, afkomstig uit de stad Prestatyn. In 2017 promoveerde de club naar de Welsh Premier League.

## Erelijst
Welsh Cup (1x)
Winnaar in: 2013
Cymru Alliance (1x)
2016/17

## In Europa
#Q = #kwalificatieronde, T/U = Thuis/Uit, W = Wedstrijd, PUC = punten UEFA coëfficiënten .
Uitslagen vanuit gezichtspunt Prestatyn Town FC
| Seizoen | Competitie    | Ronde | Land             | Club                  | Totaalscore  | 1e W    | 2e W       | PUC |
| ------- | ------------- | ----- | ---------------- | --------------------- | ------------ | ------- | ---------- | --- |
| 2013/14 | Europa League | 1Q    | Vlag van Letland | FK Liepājas Metalurgs | 3-3 (4-3 ns) | 1-2 (T) | 2-1 nv (U) | 1.0 |
|         |               | 2Q    | Vlag van Kroatië | HNK Rijeka            | 0-8          | 0-5 (U) | 0-3 (T)    | 1.0 |

Totaal aantal punten voor UEFA coëfficiënten: 1.0
Zie ook
- Deelnemers UEFA-toernooien Wales
- Ranglijst van alle clubs die in de diverse Europa Cups zijn uitgekomen